# Принц, Иоахим
Иоахим Принц (10 мая 1902 г. — 30 сентября 1988 г.) — немецко-американский раввин. Сионистский лидер в Германии времён нацизма. Будучи молодым раввином в Берлине, он был вынужден противостоять давлению нацизма, и в конце концов эмигрировал в Соединённые Штаты в 1937 году. Там он стал вице-председателем Всемирного еврейского конгресса, активным членом Всемирной сионистской организации, активным борцом за гражданские права и участником марша в Вашингтон за рабочие места и свободу. В США был активным правозащитником, выступал в защиту прав культурных меньшинств (в частности, афроамериканцев).

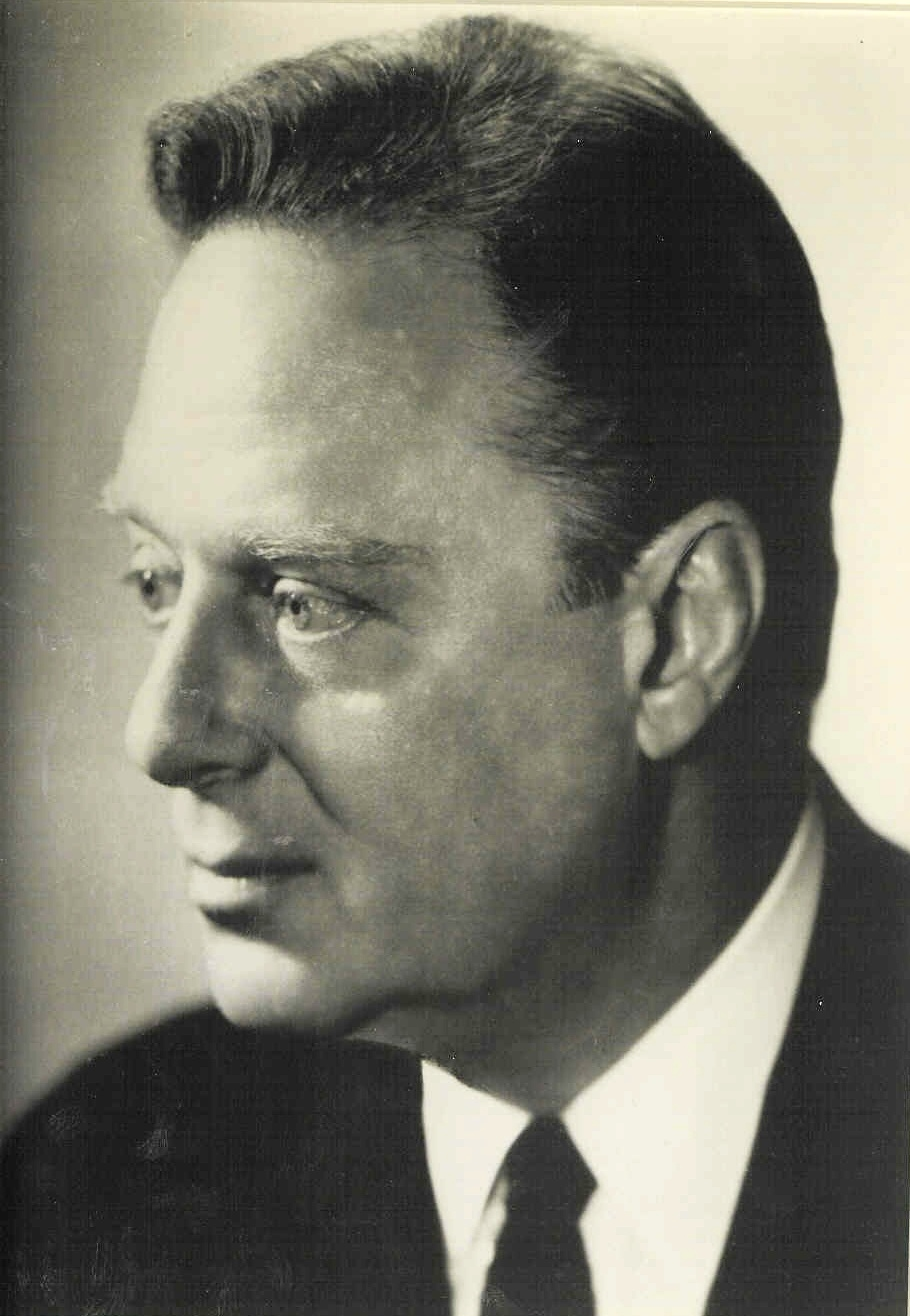
Принц в 1950-х годах

## Биография
Принц родился в 1902 году в деревне Бирдцан (ныне Бердзаны, недалеко от Оппельна) в прусской провинции Силезия.
В 1917 году вступил в сионистское молодёжное движение Blau Weiss (сине-белые).
В возрасте 21 года Иоахим Принц получил докторскую степень по философии, со специализацией по истории искусств в Университете Гиссена. Был рукоположён в раввины в Еврейской духовной семинарии в Бреслау. Женился на Люси Горовиц, дочери известного профессора семинарии, которая умерла в Берлине в 1931 году вскоре после рождения дочери Люси. Затем Принц женился на Хильде Гольдшмидт в 1932 году. У них было четверо детей, Майкл (родился в Берлине), Джонатан и Дебора (оба родились в Соединённых Штатах), кроме того, они позднее удочерили Джо Зеелманн, которая приходилась Хильде двоюродной сестрой и пережила нацистский концлагерь.
По мере того, как его известность в Германии росла, положение евреев при нацистском режиме становилось всё более угрожающим. Ему удалось получить спонсорскую рекомендацию раввина Стивена Вайза, который был близким советником президента Франклина Рузвельта. В 1937 году Принц иммигрировал в Соединённые Штаты после прощальной проповеди, которую посетили тысячи людей, среди которых был и Адольф Эйхманн. Сразу же после переезда Принц начал читать лекции по всей территории США в поддержку движения United Palestine Appeal, созданного в 1920-х годах для сбора средств в Соединённых Штатах для Еврейского агентства для Израиля.
Иоахим Принц поселился в Нью-Джерси в качестве духовного лидера Храма Б’Най Авраам в Ньюарке.
Принц умер от сердечного приступа в больнице Св. Варнавы в Ливингстоне, штат Нью-Джерси, в 1988 году. Он был похоронен в мемориальном парке Бней Авраам.

## Правозащитная деятельность

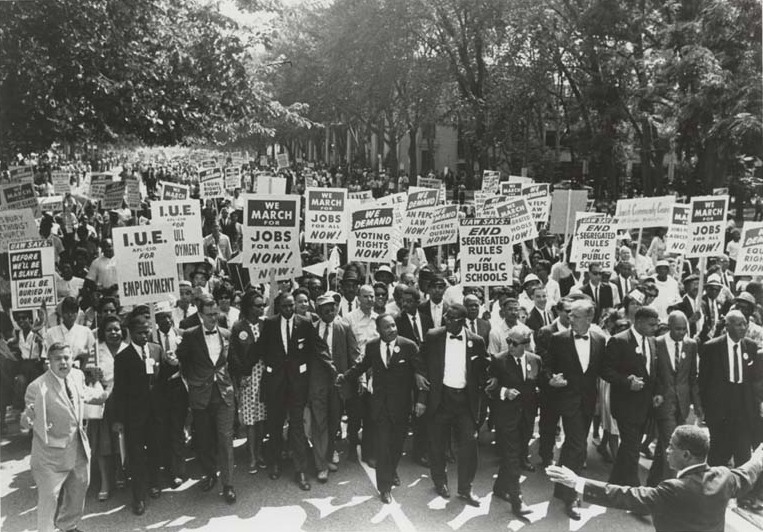
Марш 1963 года с Принцем и Мартином Лютером Кингом-младшим.

### Права евреев
За короткий период активность Принца помогла ему подняться и стать одним из высших лидеров еврейской организационной структуры. Он занимал руководящие должности во Всемирном еврейском конгрессе, в качестве президента Американского еврейского конгресса с 1958 по 1966 год и в качестве председателя Всемирной конференции еврейских организаций. Позже он был директором Конференции по материальным претензиям евреев к Германии.
Раннее участие Принца в сионистском движении сделало его близким союзником и другом лидеров-основателей Государства Израиль. Принц сыграл важную роль в создании того, что стало Конференцией президентов ведущих американских еврейских организаций. Принц был её председателем с 1965 по 1967 год.

### Гражданские права

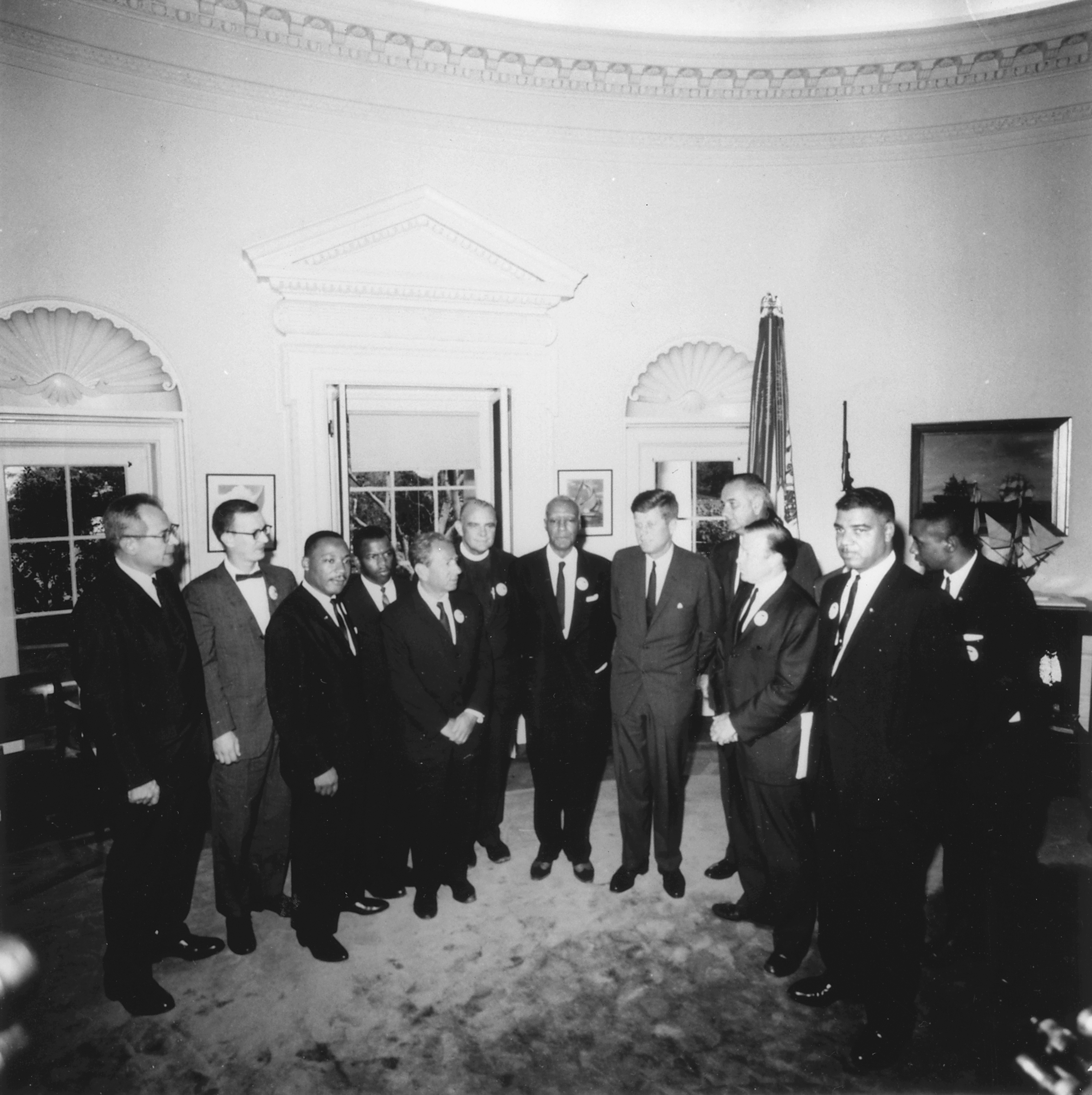
Встреча с лидерами марша на Вашингтон

Доктор Принц посвятил большую часть своей жизни в Соединённых Штатах Движению за гражданские права. Он видел тяжёлое положение афроамериканцев и других групп меньшинств в контексте своего собственного опыта при Гитлере. Уже в 1937 году, в год своей иммиграции, Принц написал в статье для немецко-еврейского периодического издания Der Morgen:
«Чернокожие в Гарлеме до сих пор напоминают нам о временах Хижины дяди Тома. Поэтому мы не можем понять, почему евреи там тоже относятся к чернокожим с большим равнодушием и с таким высокомерием… Для нас [выходцев из нацистской Германии] это невозможно. Мы слишком хорошо их понимаем, этих чёрных в гетто Гарлема».
С первых дней своего пребывания в Ньюарке, городе с высоким процентом этнических и культурных меньшинств, он говорил с кафедры о позоре дискриминации. Он участвовал в пикетах по всей территории США, протестуя против расовых предрассудков — от неравной занятости до сегрегации школ, жилья и всех других сфер жизни.
Находясь на посту президента Американского еврейского конгресса, он представлял еврейскую общину в качестве организатора марша на Вашингтон 28 августа 1963 года. Он поднялся на подиум сразу после волнующего духовного пения госпел-певицы Махалии Джексон и незадолго до того, как Мартин Лютер Кинг-младший произнёс свою знаменитую речь «У меня есть мечта». В своём выступлении он сказал: «самая неотложная, самая позорная, самая постыдная и самая трагическая проблема — это молчание».
Принц присутствовал на похоронах Кинга после его убийства в апреле 1968 года.

## Книги
- Zum Begriff der religiösen Erfahrung («On the concept of religious experience») — Breslau 1927
- Helden und Abenteuer der Bibel («Biblical heroes and adventures») — Berlin-Charlottenburg: P. Baumann 1930
- Jüdische Geschichte («Jewish history») — Berlin: Verlag für Kulturpolitik 1931 (2. Auflage: Illustrierte jüdische Geschichte. Berlin: Brandus 1933)
- Wir Juden («We Jews») Berlin: Reiss 1934 (Excerpts in: Christoph Schulte, Deutschtum und Judentum. Ein Disput unter Juden in Deutschland («Germanness and Jewishness. A dispute among Jews in Germany») — Stuttgart: Reclam 1993, Reclams Universal-Bibliothek; Nr. 8899, ISBN 978-3-15-008899-9)
- Die Geschichten der Bibel («Bible stories») — Berlin: Reiss Verl. 1934 (7 editions to 1937, new edition: New York: Atheneum Jewish publisher in 1988)
- Der Freitagabend («The Friday evening») — Berlin: Brandus [1935]; Nachdruck: Zürich: Verl. Jüd. Buch-Gemeinde 1954
- Die Reiche Israel und Juda («The kingdoms of Israel and Judah») — Berlin: Reiss 1936
- Das Leben im Ghetto («Life in the ghetto») — Berlin: Löwe 1937
- Prayers for the High Holidays, 1951.
- The Dilemma of the Modern Jew, Boston: Little, Brown, 1962.
- Popes from the ghetto: a view of medieval Christendom, New York: Horizon Press, 1966.
- The secret Jews, New York: Random House, 1973.
- Joachim Prinz, Rebellious Rabbi: An Autobiography: the German and early American years,(ed. Michael A. Meyer) Indiana University Press, 2008